# فهرست قطعنامه‌های شورای امنیت ۸۰۱ تا ۹۰۰
| قطعنامه‌های شورای امنیت                                      |
| ----------------------------------------------------------- |
| منابع: نشست‌های شورای امنیت • UNBISnet • ویکی‌نبشته           |
| ۱ تا ۱۰۰ (۱۹۴۶–۱۹۵۳)                                        |
| ۱۰۱ تا ۲۰۰ (۱۹۵۳–۱۹۶۵)                                      |
| ۲۰۱ تا ۳۰۰ (۱۹۶۵–۱۹۷۱)                                      |
| ۳۰۱ تا ۴۰۰ (۱۹۷۱–۱۹۷۶)                                      |
| ۴۰۱ تا ۵۰۰ (۱۹۷۶–۱۹۸۲)                                      |
| ۵۰۱ تا ۶۰۰ (۱۹۸۲–۱۹۸۷)                                      |
| ۶۰۱ تا ۷۰۰ (۱۹۸۷–۱۹۹۱)                                      |
| ۷۰۱ تا ۸۰۰ (۱۹۹۱–۱۹۹۳)                                      |
| ۸۰۱ تا ۹۰۰ (۱۹۹۳–۱۹۹۴)                                      |
| ۹۰۱ تا ۱۰۰۰ (۱۹۹۴–۱۹۹۵)                                     |
| ۱۰۰۱ تا ۱۱۰۰ (۱۹۹۵–۱۹۹۷)                                    |
| ۱۱۰۱ تا ۱۲۰۰ (۱۹۹۷–۱۹۹۸)                                    |
| ۱۲۰۱ تا ۱۳۰۰ (۱۹۹۸–۲۰۰۰)                                    |
| ۱۳۰۱ تا ۱۴۰۰ (۲۰۰۰–۲۰۰۲)                                    |
| ۱۴۰۱ تا ۱۵۰۰ (۲۰۰۲–۲۰۰۳)                                    |
| ۱۵۰۱ تا ۱۶۰۰ (۲۰۰۳–۲۰۰۵)                                    |
| ۱۶۰۱ تا ۱۷۰۰ (۲۰۰۵–۲۰۰۶)                                    |
| ۱۷۰۱ تا ۱۸۰۰ (۲۰۰۶–۲۰۰۸)                                    |
| ۱۸۰۱ تا ۱۹۰۰ (۲۰۰۸–۲۰۰۹)                                    |
| ۱۹۰۱ تا ۲۰۰۰ (۲۰۰۹–۲۰۱۱)                                    |
| ۲۰۰۱ تا ۲۱۰۰ (۲۰۱۱–۲۰۱۳)                                    |
| ۲۱۰۱ تا ۲۲۰۰ (۲۰۱۳–۲۰۱۵)                                    |
| ۲۲۰۱ تا ۲۳۰۰ (۲۰۱۵–۲۰۱۶)                                    |
| ۲۳۰۱ تا ۲۴۰۰ (۲۰۱۶–۲۰۱۸)                                    |
| ۲۲۰۱ تا ۲۳۰۰ (۲۰۱۸–تاکنون)                                  |
| متن مربوطه در ویکی‌نبشته : قطعنامه‌های شورای امنیت سازمان ملل |

فهرست زیر، شامل قطعنامه‌های سازمان ملل متحد از قطعنامهٔ شمارهٔ ۸۰۱ تا ۹۰۰ است که در بازهٔ زمانی ۰۸ ژانویه ۱۹۹۳ میلادی تا ۰۴ مارس ۱۹۹۴ به تصویب رسیده‌است.
| شمارهٔ قطعنامه | تاریخ           | آرا (موافق-ممتنع-مخالف) | موضوع نشست                                  |
| ------------- | --------------- | ----------------------- | ------------------------------------------- |
| ۸۰۱           | ۰۸ ژانویه ۱۹۹۳  | - -                     | پذیرش اعضای جدید سازمان ملل متحد: جمهوری چک |
| ۸۰۲           | ۲۵ ژانویه ۱۹۹۳  | ۱۵-۰-۰                  | کرواسی                                      |
| ۸۰۳           | ۲۸ ژانویه ۱۹۹۳  | ۱۵-۰-۰                  | اسرائیل-لبنان                               |
| ۸۰۴           | ۲۹ ژانویه ۱۹۹۳  | ۱۵-۰-۰                  | آنگولا                                      |
| ۸۰۵           | ۰۴ فوریه ۱۹۹۳   | ۱۵-۰-۰                  | دیوان بین‌المللی دادگستری                    |
| ۸۰۶           | ۰۵ فوریه ۱۹۹۳   | ۱۵-۰-۰                  | عراق-کویت                                   |
| ۸۰۷           | ۱۹ فوریه ۱۹۹۳   | ۱۵-۰-۰                  | کرواسی                                      |
| ۸۰۸           | ۲۲ فوریه ۱۹۹۳   | ۱۵-۰-۰                  | یوگسلاوی                                    |
| ۸۰۹           | ۰۲ مارس ۱۹۹۳    | ۱۵-۰-۰                  | صحرای غربی                                  |
| ۸۱۰           | ۰۸ مارس ۱۹۹۳    | ۱۵-۰-۰                  | وضعیت کامبوج                                |
| ۸۱۱           | ۱۲ مارس ۱۹۹۳    | ۱۵-۰-۰                  | آنگولا                                      |
| ۸۱۲           | ۱۲ مارس ۱۹۹۳    | ۱۵-۰-۰                  | رواندا                                      |
| ۸۱۳           | ۲۶ مارس ۱۹۹۳    | ۱۵-۰-۰                  | لیبریا                                      |
| ۸۱۴           | ۲۶ مارس ۱۹۹۳    | ۱۵-۰-۰                  | سومالی                                      |
| ۸۱۵           | ۳۰ مارس ۱۹۹۳    | ۱۵-۰-۰                  | کرواسی                                      |
| ۸۱۶           | ۳۱ مارس ۱۹۹۳    | ۱۴-۱-۰                  | بوسنی و هرزگوین                             |
| ۸۱۷           | ۰۷ آوریل ۱۹۹۳   | ۱۵-۰-۰                  | پذیرش اعضای جدید سازمان ملل متحد: مقدونیه   |
| ۸۱۸           | ۱۴ آوریل ۱۹۹۳   | ۱۵-۰-۰                  | موزامبیک                                    |
| ۸۱۹           | ۱۶ آوریل ۱۹۹۳   | ۱۵-۰-۰                  | بوسنی و هرزگوین                             |
| ۸۲۰           | ۱۷ آوریل ۱۹۹۳   | ۱۳-۲-۰                  | بوسنی و هرزگوین                             |
| ۸۲۱           | ۲۸ آوریل ۱۹۹۳   | ۱۳-۲-۰                  | جمهوری فدرال یوگسلاوی                       |
| ۸۲۲           | ۳۰ آوریل ۱۹۹۳   | ۱۵-۰-۰                  | ارمنستان-جمهوری آذربایجان                   |
| ۸۲۳           | ۳۰ آوریل ۱۹۹۳   | ۱۵-۰-۰                  | آنگولا                                      |
| ۸۲۴           | ۰۶ مه ۱۹۹۳      | ۱۵-۰-۰                  | بوسنی و هرزگوین                             |
| ۸۲۵           | ۱۱ مه ۱۹۹۳      | ۱۳-۲-۰                  | منع گسترش جمهوری دموکراتیک خلق کره          |
| ۸۲۶           | ۲۰ مه ۱۹۹۳      | ۱۵-۰-۰                  | وضعیت کامبوج                                |
| ۸۲۷           | ۲۵ مه ۱۹۹۳      | ۱۵-۰-۰                  | یوگسلاوی                                    |
| ۸۲۸           | ۲۶ مه ۱۹۹۳      | - -                     | پذیرش اعضای جدید سازمان ملل متحد: اریتره    |
| ۸۲۹           | ۲۶ مه ۱۹۹۳      | - -                     | پذیرش اعضای جدید سازمان ملل متحد: موناکو    |
| ۸۳۰           | ۲۶ مه ۱۹۹۳      | ۱۵-۰-۰                  | اسرائیل-جمهوری عربی سوریه                   |
| ۸۳۱           | ۲۷ مه ۱۹۹۳      | ۱۴-۱-۰                  | قبرس                                        |
| ۸۳۲           | ۲۷ مه ۱۹۹۳      | ۱۵-۰-۰                  | السالوادور                                  |
| ۸۳۳           | ۲۷ مه ۱۹۹۳      | ۱۵-۰-۰                  | عراق-کویت                                   |
| ۸۳۴           | ۰۱ ژوئن ۱۹۹۳    | ۱۵-۰-۰                  | آنگولا                                      |
| ۸۳۵           | ۰۲ ژوئن ۱۹۹۳    | ۱۵-۰-۰                  | کامبوج                                      |
| ۸۳۶           | ۰۴ ژوئن ۱۹۹۳    | ۱۳-۲-۰                  | بوسنی و هرزگوین                             |
| ۸۳۷           | ۰۶ ژوئن ۱۹۹۳    | ۱۵-۰-۰                  | سومالی                                      |
| ۸۳۸           | ۱۰ ژوئن ۱۹۹۳    | ۱۵-۰-۰                  | بوسنی و هرزگوین                             |
| ۸۳۹           | ۱۱ ژوئن ۱۹۹۳    | ۱۵-۰-۰                  | قبرس                                        |
| ۸۴۰           | ۱۵ ژوئن ۱۹۹۳    | ۱۵-۰-۰                  | کامبوج                                      |
| ۸۴۱           | ۱۶ ژوئن ۱۹۹۳    | ۱۵-۰-۰                  | هائیتی                                      |
| ۸۴۲           | ۱۸ ژوئن ۱۹۹۳    | ۱۵-۰-۰                  | جمهوری مقدونیه                              |
| ۸۴۳           | ۱۸ ژوئن ۱۹۹۳    | ۱۵-۰-۰                  | یوگسلاوی سابق                               |
| ۸۴۴           | ۱۸ ژوئن ۱۹۹۳    | ۱۵-۰-۰                  | بوسنی و هرزگوین                             |
| ۸۴۵           | ۱۸ ژوئن ۱۹۹۳    | ۱۵-۰-۰                  | جمهوری مقدونیه                              |
| ۸۴۶           | ۲۲ ژوئن ۱۹۹۳    | ۱۵-۰-۰                  | رواندا                                      |
| ۸۴۷           | ۳۰ ژوئن ۱۹۹۳    | ۱۵-۰-۰                  | یوگسلاوی                                    |
| ۸۴۸           | ۰۸ ژوئیه ۱۹۹۳   | - -                     | پذیرش اعضای جدید سازمان ملل متحد: آندورا    |
| ۸۴۹           | ۰۹ ژوئیه ۱۹۹۳   | ۱۵-۰-۰                  | آبخاز، گرجستان                              |
| ۸۵۰           | ۰۹ ژوئیه ۱۹۹۳   | ۱۵-۰-۰                  | موزامبیک                                    |
| ۸۵۱           | ۱۵ ژوئیه ۱۹۹۳   | ۱۵-۰-۰                  | وضعیت در آنگولا                             |
| ۸۵۲           | ۲۸ ژوئیه ۱۹۹۳   | ۱۵-۰-۰                  | اسرائیل-لبنان                               |
| ۸۵۳           | ۲۹ ژوئیه ۱۹۹۳   | ۱۵-۰-۰                  | ارمنستان-جمهوری آذربایجان                   |
| ۸۵۴           | ۰۶ اوت ۱۹۹۳     | ۱۵-۰-۰                  | آبخاز، گرجستان                              |
| ۸۵۵           | ۰۹ اوت ۱۹۹۳     | ۱۴-۱-۰                  | جمهوری فدرال یوگسلاوی                       |
| ۸۵۶           | ۱۰ اوت ۱۹۹۳     | ۱۵-۰-۰                  | وضعیت در لیبریا                             |
| ۸۵۷           | ۲۰ اوت ۱۹۹۳     | ۱۵-۰-۰                  | یوگسلاوی                                    |
| ۸۵۸           | ۲۴ اوت ۱۹۹۳     | ۱۵-۰-۰                  | آبخاز، گرجستان                              |
| ۸۵۹           | ۲۴ اوت ۱۹۹۳     | ۱۵-۰-۰                  | بوسنی و هرزگوین                             |
| ۸۶۰           | ۲۷ اوت ۱۹۹۳     | ۱۵-۰-۰                  | کامبوج                                      |
| ۸۶۱           | ۲۷ اوت ۱۹۹۳     | ۱۵-۰-۰                  | هائیتی                                      |
| ۸۶۲           | ۳۱ اوت ۱۹۹۳     | ۱۵-۰-۰                  | هائیتی                                      |
| ۸۶۳           | ۱۳ سپتامبر ۱۹۹۳ | ۱۵-۰-۰                  | وضعیت در موزامبیک                           |
| ۸۶۴           | ۱۵ سپتامبر ۱۹۹۳ | ۱۵-۰-۰                  | وضعیت در آنگولا                             |
| ۸۶۵           | ۲۲ سپتامبر ۱۹۹۳ | ۱۵-۰-۰                  | وضعیت در سومالی                             |
| ۸۶۶           | ۲۲ سپتامبر ۱۹۹۳ | ۱۵-۰-۰                  | وضعیت در لیبریا                             |
| ۸۶۷           | ۲۳ سپتامبر ۱۹۹۳ | ۱۵-۰-۰                  | هائیتی                                      |
| ۸۶۸           | ۲۹ سپتامبر ۱۹۹۳ | ۱۵-۰-۰                  | عملیات حفظ صلح                              |
| ۸۶۹           | ۳۰ سپتامبر ۱۹۹۳ | ۱۵-۰-۰                  | یوگسلاوی سابق                               |
| ۸۷۰           | ۰۱ اکتبر ۱۹۹۳   | ۱۵-۰-۰                  | یوگسلاوی سابق                               |
| ۸۷۱           | ۰۴ اکتبر ۱۹۹۳   | ۱۵-۰-۰                  | یوگسلاوی سابق                               |
| ۸۷۲           | ۰۵ اکتبر ۱۹۹۳   | ۱۵-۰-۰                  | وضعیت در رواندا                             |
| ۸۷۳           | ۱۳ اکتبر ۱۹۹۳   | ۱۵-۰-۰                  | هائیتی                                      |
| ۸۷۴           | ۱۴ اکتبر ۱۹۹۳   | ۱۵-۰-۰                  | ارمنستان-جمهوری آذربایجان                   |
| ۸۷۵           | ۱۶ اکتبر ۱۹۹۳   | ۱۵-۰-۰                  | هائیتی                                      |
| ۸۷۶           | ۱۹ اکتبر ۱۹۹۳   | ۱۵-۰-۰                  | آبخاز، گرجستان                              |
| ۸۷۷           | ۲۱ اکتبر ۱۹۹۳   | ۱۵-۰-۰                  | یوگسلاوی سابق                               |
| ۸۷۸           | ۲۹ اکتبر ۱۹۹۳   | ۱۵-۰-۰                  | وضعیت در سومالی                             |
| ۸۷۹           | ۲۹ اکتبر ۱۹۹۳   | ۱۵-۰-۰                  | وضعیت در موزامبیک                           |
| ۸۸۰           | ۰۴ نوامبر ۱۹۹۳  | ۱۵-۰-۰                  | کامبوج                                      |
| ۸۸۱           | ۰۴ نوامبر ۱۹۹۳  | ۱۵-۰-۰                  | آبخاز، گرجستان                              |
| ۸۸۲           | ۰۵ نوامبر ۱۹۹۳  | ۱۵-۰-۰                  | وضعیت در موزامبیک                           |
| ۸۸۳           | ۱۱ نوامبر ۱۹۹۳  | ۱۱-۴-۰                  | جمهوری عربی لیبی                            |
| ۸۸۴           | ۱۲ نوامبر ۱۹۹۳  | ۱۵-۰-۰                  | ارمنستان-جمهوری آذربایجان                   |
| ۸۸۵           | ۱۶ نوامبر ۱۹۹۳  | ۱۵-۰-۰                  | سومالی                                      |
| ۸۸۶           | ۱۸ نوامبر ۱۹۹۳  | ۱۵-۰-۰                  | سومالی                                      |
| ۸۸۷           | ۲۹ نوامبر ۱۹۹۳  | ۱۵-۰-۰                  | اسرائیل-جمهوری عربی سوریه                   |
| ۸۸۸           | ۳۰ نوامبر ۱۹۹۳  | ۱۵-۰-۰                  | وضعیت در السالوادور                         |
| ۸۸۹           | ۱۵ دسامبر ۱۹۹۳  | ۱۵-۰-۰                  | قبرس                                        |
| ۸۹۰           | ۱۵ دسامبر ۱۹۹۳  | ۱۵-۰-۰                  | آنگولا                                      |
| ۸۹۱           | ۲۰ دسامبر ۱۹۹۳  | ۱۵-۰-۰                  | رواندا                                      |
| ۸۹۲           | ۲۲ دسامبر ۱۹۹۳  | ۱۵-۰-۰                  | آبخاز، گرجستان                              |
| ۸۹۳           | ۰۶ ژانویه ۱۹۹۴  | ۱۵-۰-۰                  | رواندا                                      |
| ۸۹۴           | ۱۴ ژانویه ۱۹۹۴  | ۱۵-۰-۰                  | آفریقای جنوبی                               |
| ۸۹۵           | ۲۸ ژانویه ۱۹۹۴  | ۱۵-۰-۰                  | اسرائیل-لبنان                               |
| ۸۹۶           | ۳۱ ژانویه ۱۹۹۴  | ۱۵-۰-۰                  | آبخاز، گرجستان                              |
| ۸۹۷           | ۰۴ فوریه ۱۹۹۴   | ۱۵-۰-۰                  | سومالی                                      |
| ۸۹۸           | ۲۳ فوریه ۱۹۹۴   | ۱۵-۰-۰                  | موزامبیک                                    |
| ۸۹۹           | ۰۴ مارس ۱۹۹۴    | ۱۵-۰-۰                  | عراق-کویت                                   |
| ۹۰۰           | ۰۴ مارس ۱۹۹۴    | ۱۵-۰-۰                  | بوسنی و هرزگوین                             |